# Antonio Rocco
Antonio Rocco o Rocchi (Scurcola Marsicana, 1586 – Venezia, 1652) è stato un filosofo e scrittore italiano.

## Biografia
Fu un professore di filosofia legato al libertinismo e a quello che Giuseppe Spini ha definito l'"Aristotelismo eretico" di ambito padovano. Di questa sua battaglia filosofica è oggi ricordata soprattutto la sua strenua battaglia contro Galileo Galilei nel nome della visione aristotelica della scienza.
Dal 1888 è inoltre identificato come l'autore di una delle più celebri apologie della pederastia L'Alcibiade fanciullo a scola, scritto nel 1630 e pubblicato, anonimo, a Venezia nel 1651 (ma con falsa data 1652).

## Opere
- In universam philosophiam naturalem Aristotelis paraphrasis textualis exactissima; necnon quaestiones omnes desiderabiles ad mentem Joannis Duns Scoti subtilis, Varisco, Venezia 1623.
- In Aristotelis Logicam paraphrasis textualis, & quaestiones ad mentem Scoti. Una cum introductione in principio, & tractatu de secundis intentionibus, Varisco, Venezia 1627.
- Esercitationi filosofiche di d. Antonio Rocco filosofo peripatetico. Le quali versano in considerare le positioni, & obiettioni, che si contengono nel Dialogo del signor Galileo Galilei Linceo contro la dottrina d'Aristotile, Francesco Baba, Venezia 1633.
- Animae rationalis immortalitas simul cum ipsius vera propagatione ex semine, via quadam sublimi peripatetica, non hactenus post Aristotelem signata vestigijs, exercitationis philosophicae illibataeque veritatis gratia indagatur ab Antonio Rocco. Philosophicorum operum tomus sextus, Philip Hertz, Francofurti 1644.
- D.P.A., L'Alcibiade fanciullo a scola, s.i.t, ma 1651.
- De Scurcula Marsorum... In logicam, atque universam naturalem philosophiam Aristoteles paraphrasis textualis exactissima; nec non quaestiones desiderabilis ad mentem Joannis Duns Scoti doctoris subtilis. Quod quidem opus est lectura eiusdem Antonij habita in florentissima Academia Peripateticorum Innouatorum Venetijs, Francesco Baba, Venezia 1654
- Facultas rationalis sive logica universa in duas partes distributa, et ad usum studiosae iuventutis ordinata, Venetiis, apud Franciscum Salerni, & Ioannem Cagnolini, 1668.
- Antonio Rocco, L'Alcibiade fanciullo a scola, Salerno editrice, Roma 1988 e 2003 (edizione critica a cura di Laura Coci).
- Antonio Rocco, Della bruttezza; Amore è un puro interesse (a cura di F. Walter Lupi), ETS, Pisa 1990.